# Lanišek
Lanišek je priimek več znanih Slovencev:
- Andrej Lanišek (*1957), biatlonec
- Anže Lanišek (*1996), smučarski skakalec